# Kratochvilka
Kratochvilka (en allemand : Kurzweil) est une commune du district de Brno-Campagne, dans la région de Moravie-du-Sud, en République tchèque. Sa population s'élevait à 461 habitants en 2020.

## Géographie
Kratochvilka se trouve à 2 km à l'est du centre de Zbýšov, à 18 km à l'ouest-sud-ouest de Brno et à 174 km au sud-est de Prague.
La commune est limitée par Babice u Rosic et Rosice au nord, par Tetčice à l'est, par Neslovice au sud-est, et par Zbýšov au sud-ouest et à l'ouest.

## Histoire
La première mention écrite de la localité date de 1783.